# Альберт Гонсалес
Альберт Гонсалес (англ. Albert Gonzalez, нар. 1981) — американський хакер кубинського походження. Організатор незаконної спілки «Shadowcrew» для продажу крадених даних кредитних карток.

## Ранні роки
Батьки Альберта — кубинські емігранти, які емігрували до США у 1970-х роках. Перший свій комп'ютер Альберт отримав, коли йому було вісім років. В 17 років він вперше потрапив у поле зору ФБР, коли з двома шкільними друзями зламав урядові сервера Індії і залишив там кілька неприємних відгуків про індійську культуру. Отримав попередження від правоохоронців. Після закінчення школи він переїхав з Маямі, де народився, в передмістя Ньюарка, штат Нью-Джерсі.

## Хакерська діяльність
У вересні 2009 року 28-річний Гонсалес підтвердив, що зламав мережі декількох великих роздрібних мереж, в тому числі TJX Cos, BJ's Wholesale Club і Barnes & Noble. Хакер уклав угоду зі слідством і визнав свою провину.

## Арешт
У березні 2010 року Гонсалес був засуджений до тюремного ув'язнення на термін 20 років.
Призначений термін виявився на п'ять років менше, ніж вимагало обвинувачення. За словами судді, при визначенні покарання він взяв до уваги не тільки масштаби заподіяного Гонсалесом збитку, але і його каяття, а також добровільну видачу викраденого мільйона доларів, який був закопаний у садку батьків підсудного.